# Satu Vechi, Buzău
Satu Vechi (în trecut, Valea Ciomegii) este un sat în comuna Mânzălești din județul Buzău, Muntenia, România. Se află în nordul județului, în zona Munților Buzăului.